# Lorenz Haug
Lorenz Haug (* 6. August 1818 in Wurmlingen; † 21. Januar 1856 in Schwäbisch Gmünd) war ein deutscher Gehörlosenpädagoge. 

## Leben
Haug durchlief die Elementarschule von Wurmlingen und ab 1828 die neugegründete Lateinschule von Rottenburg. 1834 wurde er in das Katholische Schullehrerseminar zu Gmünd aufgenommen und kurz nach seiner Aufnahme Censor an der Einrichtung. Er studierte bis 1837 am Seminar.
Haug wurde 1837 Unterlehrer an der zu dieser Zeit im Palais Debler untergebrachten Königlichen Taubstummenanstalt und Blindeninstitut zu Gmünd. Im Auftrag der Königlichen Commission für die Erziehungshäuser unternahm er eine Reise durch die deutschen Länder, um verschiedene Taubstummen- und Blindenanstalten zu besichtigen. Seine Beobachtungen veröffentlichte er in einem Band, der zu seiner Zeit einige Aufmerksamkeit erhielt. Auch durch Veröffentlichungen in der Allgemeine Schul-Zeitung und Teilnahme an einschlägigen Kongressen, so in Winnenden 1855, machte er sich um die Entwicklung des Taubstummenwesens seiner Zeit verdient. Im September 1844 oder 1848 stieg er an der Gmünder Taubstummenanstalt zum Oberlehrer auf.
Haug wurde im November als einer von beiden Oberlehrern an das Königliche Schullehrerseminar zu Gmünd, der heutigen Pädagogischen Hochschule Schwäbisch Gmünd, berufen, wobei ihm die Lehrstelle für Deutsche Sprachlehre, Stilistik und Geschichte der deutschen Literatur übertragen wurde. Dort wirkte er bis zu seinem frühen Tod, der aufgrund einer schweren Lungenerkrankung erfolgte.

## Werke (Auswahl)
- Ausführliche Nachrichten über zwanzig der vorzüglichsten Taubstummen- und Blinden-Anstalten Deutschlands, Kollmann, Augsburg 1843.
- Ueber den Unterricht in der Lautsprache und dessen Anwendung auf alle Taubstummen mit Rücksicht auf die französische Methode. In: Allgemeine Schul-Zeitung, 25. Jahrgang (1848), Nr. 13 und 14.